# Amadina
Az Amadina a madarak osztályának verébalakúak (Passeriformes) rendjébe és a díszpintyfélék (Estrildidae) családjába tartozó nem.

## Rendszerezés
A nembet William Swainson írta le 1827-ben, jelenleg az alábbi 2 faj tartozik ide:
- vörösfejű amandina (Amadina erythrocephala)
- szalagpinty (Amadina fasciata)